# Talisay City (Negros Occidental)
Talisay City liegt auf der Insel Negros, in der Provinz Negros Occidental. Sie ist eine Stadt der vierten Einkommensklasse in den Philippinen.
Sie wird eingerahmt von der Guimaras-Straße im Westen, der Bacolod City im Süden, Murcia im Südosten, Silay City im Norden und Calatrava im Osten.
Es leben insgesamt 102.214 (Zensus 1. August 2015) Menschen in Talisay City auf einer Fläche von 201,18 km². Die Stadt hat insgesamt 27 Barangays.

## Liste der Barangays
- Bubog, Cabatangan
- Zone 4-A
- Zone 4
- Concepcion
- Dos Hermanas
- Efigenio Lizares
- Zone 7
- Zone 14-B
- Zone 12-A
- Zone 10
- Zone 5
- Zone 16
- Matab-ang
- Zone 9
- Zone 6
- Zone 14
- San Fernando
- Zone 15
- Zone 14-A
- Zone 11
- Zone 8
- Zone 12
- Zone 1
- Zone 2
- Zone 3
- Katilingban